# Reloj de dólar

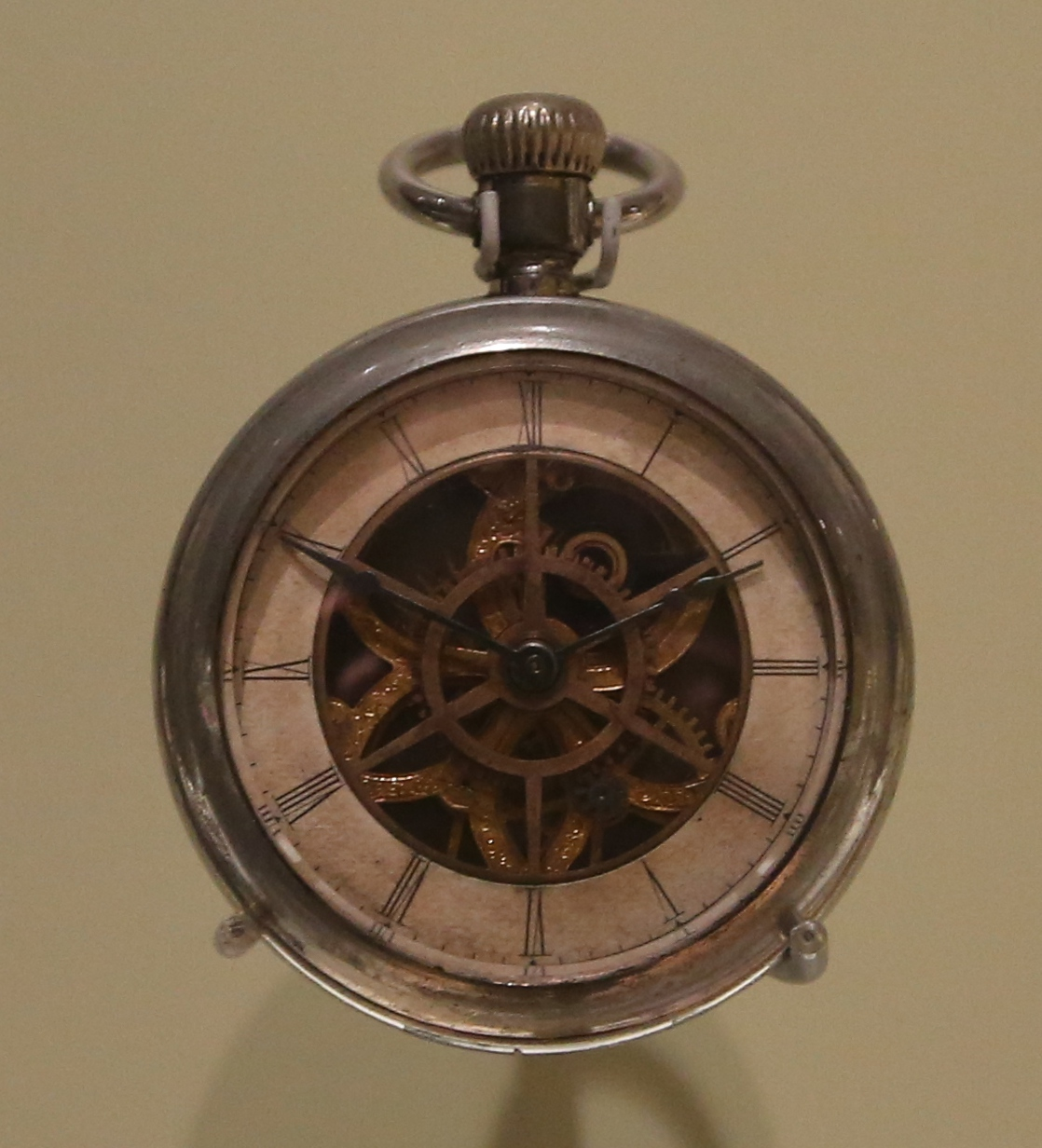
Reloj de dólar Waterbury

Un reloj de dólar o reloj de un dólar era un tipo de reloj de bolsillo, o posteriormente, de reloj de pulsera, que se vendía aproximadamente al precio de un dólar estadounidense. El primer reloj al precio de un dólar, lanzado en 1896 por la compañía Ingersoll, supuso el inicio de un producto de consumo masivo cuyo ejemplo seguirían numerosos otros fabricantes, y que se mantendría en el mercado con el mismo precio hasta mediados de la década de 1950.

## Historia del desarrollo

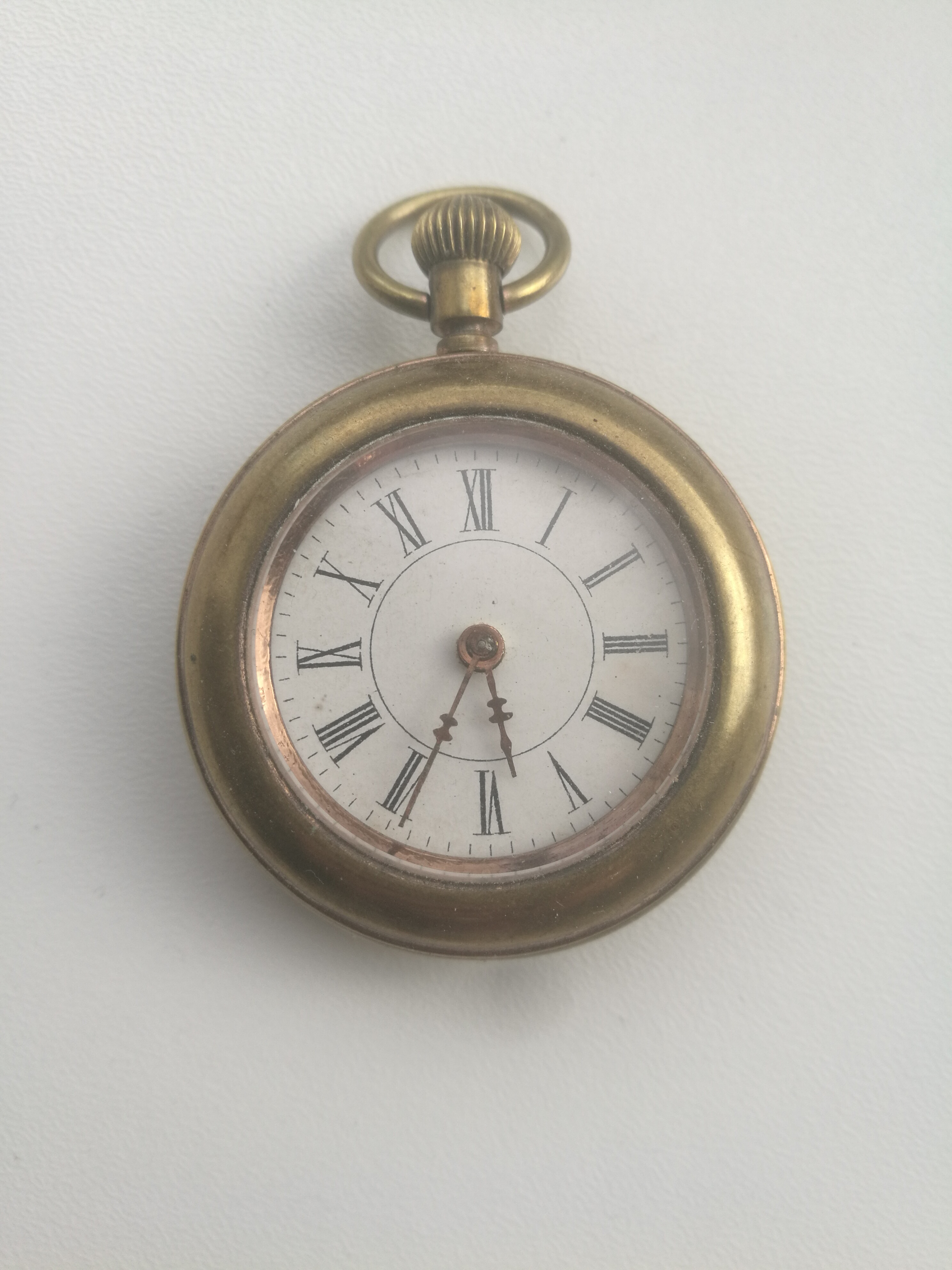
Un reloj de dólar. La superficie de la esfera solía ser de papel

Los intentos de fabricar un reloj que pudiera venderse por tan solo un dólar comenzaron en la década de 1870. En 1880, la Waterbury Watch Company, que no debe confundirse con la Timex, había reducido los costos hasta el punto en que podían vender su llamado reloj de cuerda larga por 3,50 dólares. A principios de la década de 1890, la Ingersoll Watch Company comenzó a vender un reloj de la Waterbury Clock Company en una caja de reloj por 1,50 dólares.
El precio de un dólar se alcanzó en 1896, cuando Ingersoll presentó un reloj llamado Yankee, fijando su precio en 1 dólar. Esto lo convirtió en el reloj más barato disponible en ese momento y el primer reloj en tener un precio de un dólar.
Posteriormente, Western Clock (Westclox) en 1899 y la E. Ingraham Company también comenzaron a fabricarlos. Los relojes de dólar eran relojes prácticos, producidos en masa y pensados para ser lo más económicos posible.
Sus principales características eran un diseño simple y resistente, movimiento (generalmente con un escape de paletas de pasadores, aunque a veces con un escape duplex) que no contenía rubíes o solo tenía uno, calibre dieciocho (aproximadamente 2 pulgadas (5,1 cm)) y precio de venta de aproximadamente un dólar desde 1892 hasta mediados de la década de 1950. Muchas otras compañías los fabricaron, con literalmente cientos de nombres en las esferas. Desde aproximadamente 1905, Ingersoll comenzó a vender sus relojes en el Reino Unido como relojes Corona.